# 屏状体
屏状体，又名屏狀核，位于大脑的外囊和极外囊之间的一块厚为1-2毫米的扁平形灰质。外囊分隔屏状体和豆状核（壳部分）。极外囊分隔屏状体和岛叶。虽然已知屏状体和大脑皮层有往复连接，但目前对屏状体的功能知之甚少。有些学者认为屏状体是豆状核的一部分，另一些学者认为屏状体应算作岛叶的一部分，更有一部分学者主张屏状体可分为豆状体部和岛叶部两部分。也有一些当代神经解剖学家认为屏状体和杏仁核一同属于基底核。
神经科学家佛朗西斯·克里克和克里斯托夫·科赫认为因为屏状体与大脑皮层多个区域有双向连接，所以可能在意识的产生中有重要作用。
直到2014年，才有研究人员意外发现，对屏状体进行电脉冲刺激，似乎能够开/关意识。研究者用高频率电流发出脉冲刺激一名癫痫病女患者的这个区域，这名女子失去了意识，停止了语言与肢体动作，毫无表情，记忆出现了“断片儿”，对视觉刺激毫无反应，呼吸变慢了。当刺激停止的一瞬间，她立刻恢复了意识并对刚发生的一切彻底失忆。

## 更多图片

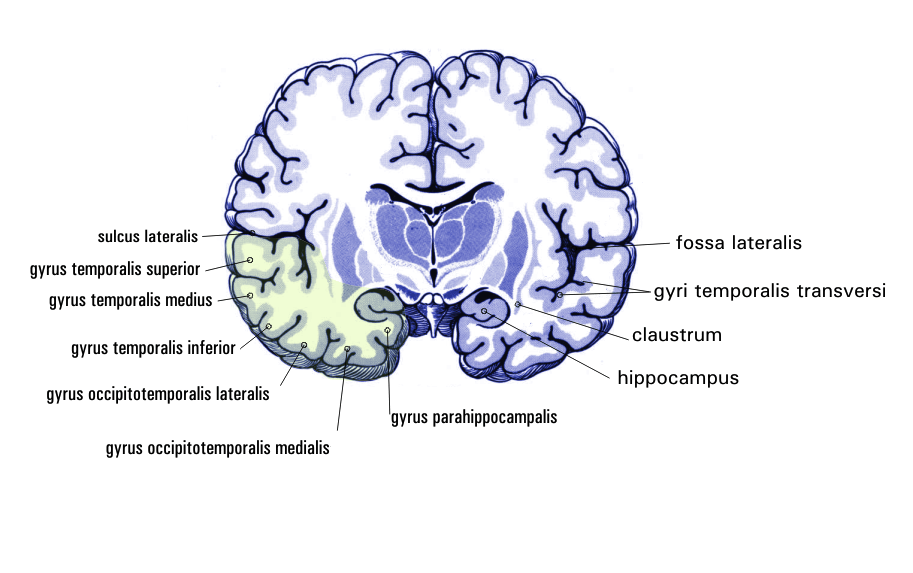
端脑的冠状切面，屏状体：Claustrum
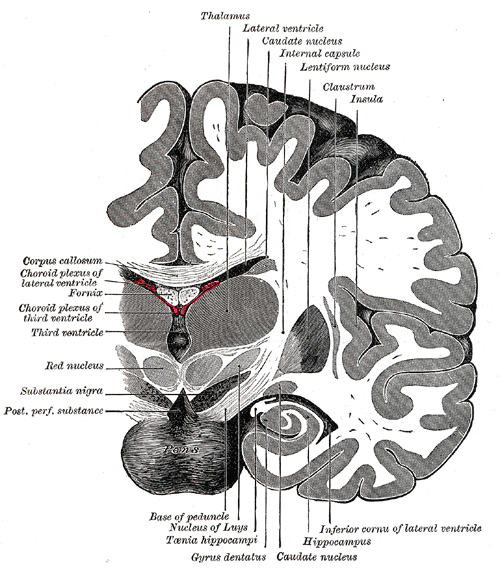
大脑在脑桥前端层面的冠状切面
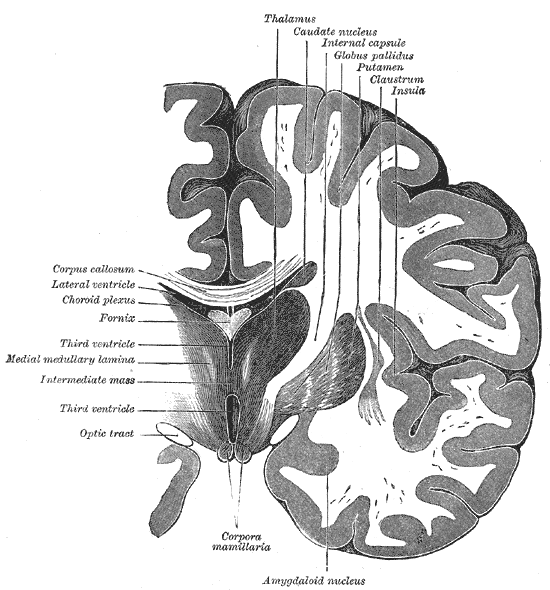
大脑在第三脑室层面的冠状切面
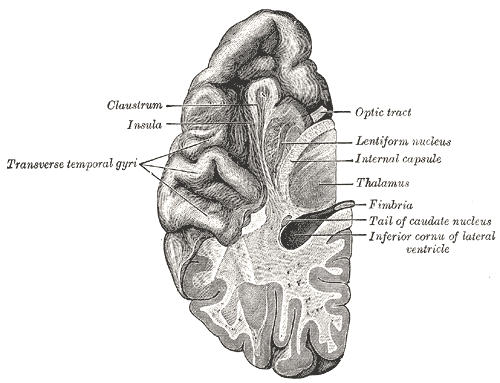
大脑的水平切面，上面观，展示颞叶的上表面
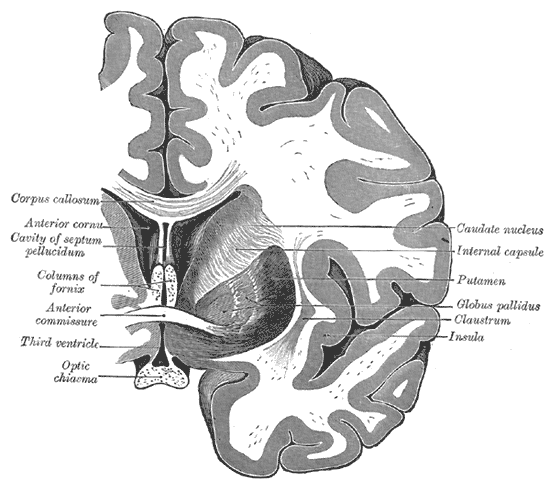
大脑的前联合层面的冠状切面